# Hanns Bruno Geinitz

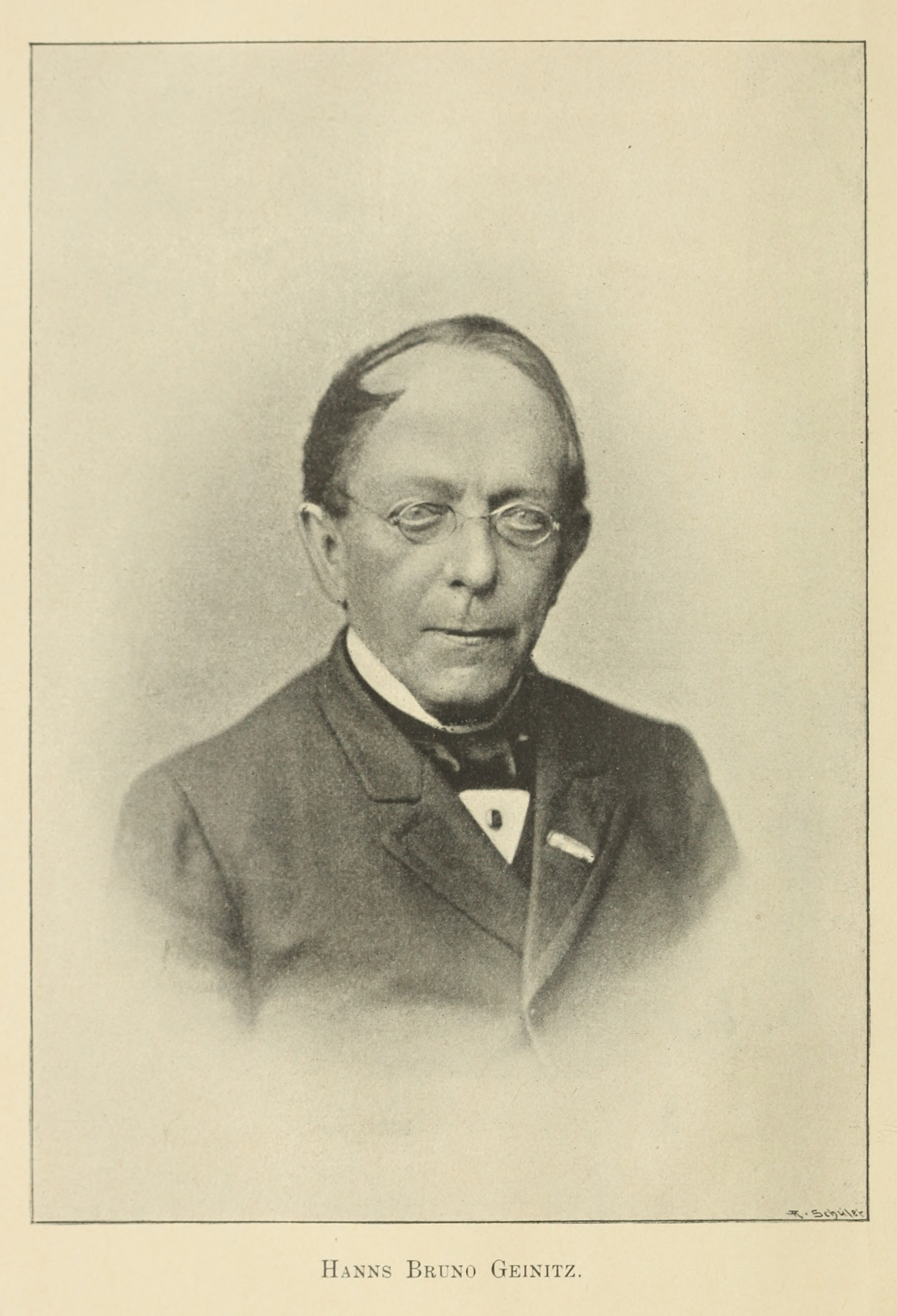
Porträt von Hanns Bruno Geinitz

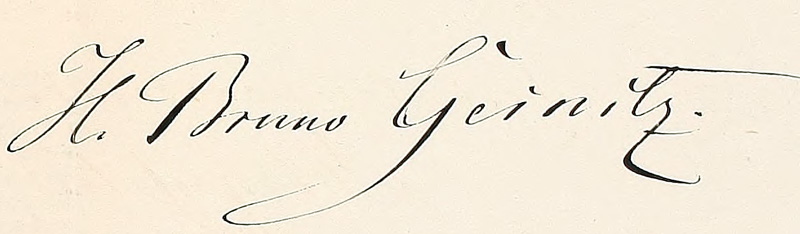
Unterschrift aus einem Brief vom 6. Februar 1846 an Laurent-Guillaume de Koninck

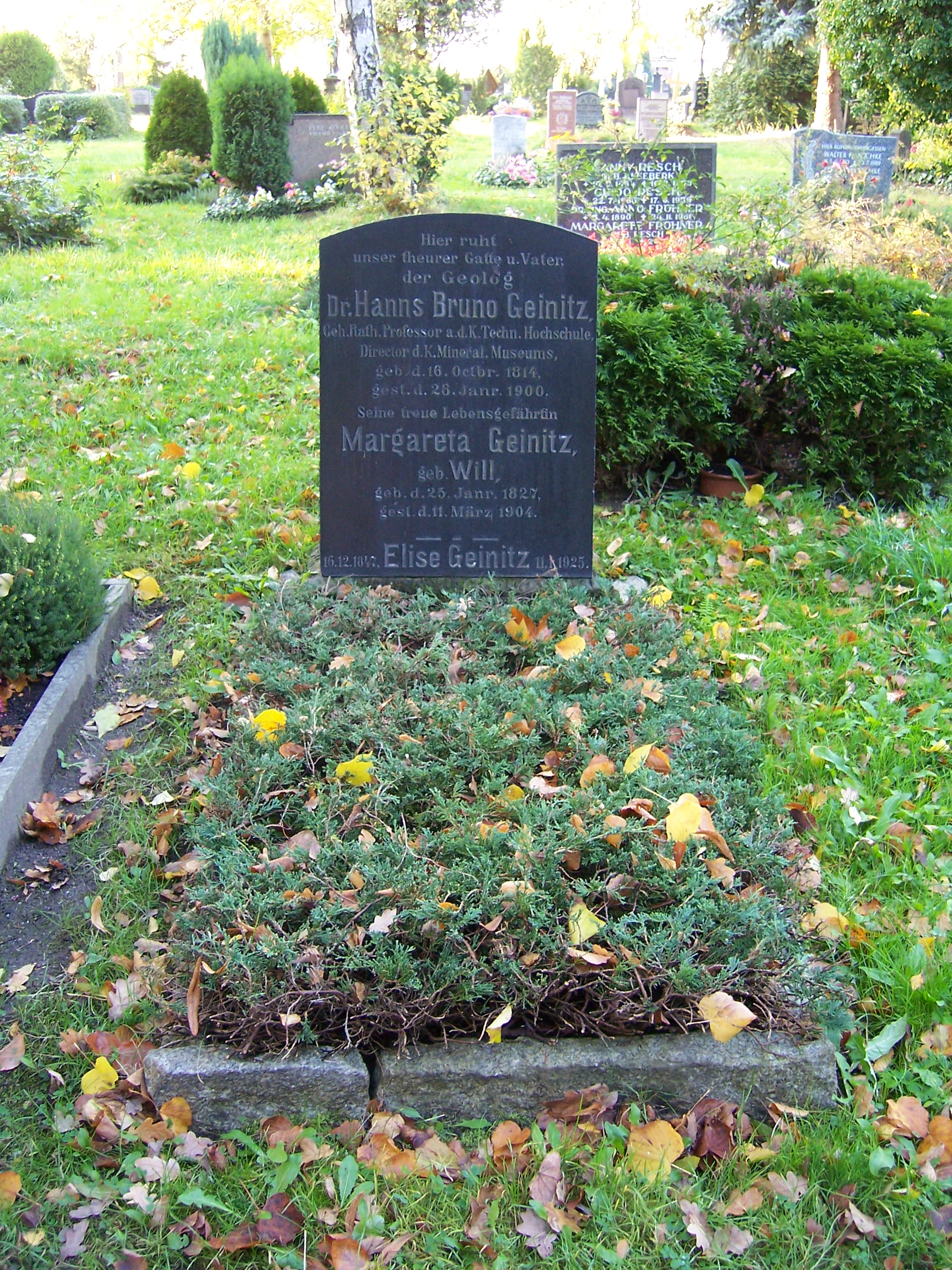
Grab von Hanns Bruno Geinitz auf dem Alten Annenfriedhof in Dresden.

Hanns Bruno Geinitz (* 16. Oktober 1814 in Altenburg; † 28. Januar 1900 in Dresden) war ein deutscher Geologe, Mineraloge und Paläontologe. Er ist der Vater des Geologen Eugen Geinitz.
Geinitz erforschte unter anderem die Sand- und Kalksteine der Kreidezeit in Sachsen und Böhmen und die fossilen Pflanzen und Tiere in den Gesteinen des Perm (Dyas). Er beschrieb die Graptolithen silurischer Ablagerungen und untersuchte die in den Schichten der Kohlelagerstätten des Altaigebirges und Nebraskas enthaltenen fossilen Pflanzen.

## Leben
Der Sohn des Altenburger Baurates Johann Christian Traugott Geinitz begann nach einer Ausbildung zum Apotheker 1834 ein Studium der Naturwissenschaften an der Friedrich-Wilhelms-Universität zu Berlin, das er ab 1837 an der Universität Jena fortführte. Dort wurde er im selben Jahre mit seiner Arbeit über den Thüringer Muschelkalk promoviert.
Seit 1838 lehrte Geinitz Physik und Chemie an der Technischen Bildungsanstalt Dresden. 1844 wurde er Mitglied der Deutschen Akademie der Naturforscher Leopoldina. Seine Ernennung zum Inspektor des Königlichen Mineralienkabinetts erfolgte 1846. Vier Jahre später, im Jahr 1850 wurde Geinitz auf den neu geschaffenen Lehrstuhl für Geognosie, Mineralogie und Naturgeschichte an der Technischen Bildungsanstalt (ab 1851 Kgl. Polytechnische Schule) in Dresden berufen.
1856 begründete Geinitz mit anderen Interessenten den Karcha-Dresdner Braunkohlen-Verein, dessen Verwaltungsrat er vorstand. Da sich die Kohlenlagerstätte in Karcha  nicht für die konzipierte Photogenfabrikation eignete, fand er in den Schieferkohlen von Markersdorf bei Böhmisch Kamnitz eine geeignete Lagerstätte. Der Verein errichtete ein Zweigwerk und begann mit dem Abbau und der Errichtung der Photogenfabrik Markersdorf. Damit waren die finanziellen Mittel des Vereins erschöpft und durch die erhöhten Einfuhrzölle aus Böhmen konnte kein Gewinn erzielt werden, so dass der Verein 1860 in Konkurs ging.
1857 wurde Geinitz zum Direktor des neu eingerichteten Kgl. Mineralogischen und Geologischen Museums zu Dresden berufen. Im Jahre 1894 ging er in den Ruhestand.
Zwischen 1863 und 1879 redigierte er zusammen mit Gustav von Leonhard das Neue Jahrbuch für Mineralogie, Geologie und Paläontologie und gab das Centralblatt für Mineralogie, Geologie und Paläontologie heraus. 1887 wurde er zum ordentlichen Mitglied der Königlich Sächsischen Gesellschaft der Wissenschaften gewählt.
Das Grab von Geinitz befindet sich auf dem Alten Annenfriedhof in der Dresdner Südvorstadt.

## Ehrungen
Geinitz wurde 1878 von der Geological Society of London mit der Murchison-Medaille ausgezeichnet. 1894 erhielt er als herausragender Verfasser besonders wichtiger naturwissenschaftlicher Arbeiten die Cothenius-Medaille der Leopoldina. Geinitz wurde zum Ehrenmitglied des Nassauischen Vereins für Naturkunde ernannt und war Ehrenpräsident der Dresdner Isis.
Sein Nachfahre in der fünften Generation, Dedo Geinitz, stiftete den seit 2002 vor den Staatlichen Naturhistorischen Sammlungen Dresden in unregelmäßigen Abständen vergebenen Hanns-Bruno-Geinitz-Preis. Dieser wird junge Geowissenschaftler für herausragende wissenschaftliche Leistungen in den Geowissenschaften (z. B. Dissertation, Habilitation, Publikation, Kartenwerk u. ä.), ein sehr erfolgreiches Projekt auf dem Sektor der Angewandten Geowissenschaften oder eine außerordentliche allgemeinverständliche Darstellung geowissenschaftlicher Themen (z. B. Buch) verliehen.

## Schriften
- Beitrag zur Kenntnis des Thüringischen Muschelkalkgebirges, 1837 (online)
- Charakteristik der Schichten und Petrefacten des sächsisch-böhmischen Kreidegebirges,  Dresden/Leipzig, 1839–1842 (online: Erstes Heft, Zweites Heft, Drittes Heft doi:10.5962/bhl.title.49757)
- Über die Braunkohlen Sachsens, Dresden 1840
- Die Versteinerungen von Kieslingswalda und Nachtrag zur Charakteristik der Schichten und Petrefacten des sächsisch-böhmischen Kreidegebirges Dresden/Leipzig 1843 (online)
- Gäa von Sachsen, Dresden 1843 (online)
- Über die in der Natur möglichen und wirklich vorkommenden Kristallsysteme, Dresden 1843
- Grundriß der Versteinerungskunde, Arnoldsche Buchhandlung Dresden/Leipzig 1846 (online)
- Das Quadersandsteingebirge oder Kreidegebirge in Deutschland, Verlag Craz&Gerlach  Freiberg 1848–1850 (online)
- mit Christian August von Gutbier: Die Versteinerungen des Zechsteingebirges und Rothliegenden oder des permischen Systemes in Sachsen. 2 Bände, Arnold, Dresden 1848–1849.
- Das Quadergebirge oder die Kreideformation in Sachsen, mit besonderer Berücksichtigung der glaukonitreichen Schichten, Fürstlich Jablonowski’sche Gesellschaft zu Leipzig, 1850. (online)
- Darstellung der Flora des Hainichen-Ebersdorfer und des Floehaer Kohlenbassins im Vergleich zu der Flora des Zwickauer Steinkohlengebirges, Leipzig: Hirzel 1854
- Die Versteinerungen der Steinkohlenformation in Sachsen, Leipzig: Engelmann 1855 (online)
- Das Königliche Mineralogische Museum in Dresden, Dresden: Blochmann 1858 u. 1873 (online)
- Die animalischen Ueberreste der Dyas. Dyas oder die Zechsteinformation und das Rothliegende, Heft 1, Verlag Wilhelm Engelmann Leipzig 1861–1862. (online) doi:10.5962/bhl.title.14946
- Die Steinkohlen Deutschlands und andrer Staaten Europas, Leipzig 1865
- Carbonformation und Dyas in Nebraska. Verhandlungen der Kaiserlichen Leopoldino-Carolinischen deutschen Akademie der Naturforscher, Dresden 1866. doi:10.5962/bhl.title.14875, Archive
- Die fossilen Fischschuppen aus dem Plänerkalke in Strehlen. 1868, doi:10.5962/bhl.title.5026, Archive
- Das Elbthalgebirge in Sachsen. Palaeontographica Cassel 1871–1875, 2 Bde. (online) doi:10.5962/bhl.title.48688
- Über rhätische Pflanzen- und Thierreste aus dem argentinischen La Rioja, San Juan und Mendoza, in Alfred Stelzner, Beiträge zur Geologie und Paläontologie der Argentinischen Republik, II: Palaeontologischer Teil, Kassel: Theodor Fischer 1876, Archive
- Die Urnenfelder von Strehlen und Großenhain. Mittheilungen aus dem Kgl. Mineralogischen Museum in Dresden, Kassel: Theodor Fischer 1876, Archive
- Ueber neue Funde in den Phosphatlagern von Helmstedt, Büddenstedt und Schleweke, Mittheilung aus dem Kgl. Mineralogischen Museum, Dresden 1883, Archive
- Der Baurath [Johann Christian Traugott] Geinitz in Altenburg, Dresden: Baensch 1897